# Erich Tadler
Erich Tadler (* 23. Juli 1958 in Dietmannsdorf bei Trieben) ist ein österreichischer Politiker (Team Stronach, ehemals BZÖ, FPÖ) und Versicherungskaufmann. Tadler war von 2008 bis 2013 Abgeordneter zum österreichischen Nationalrat.

## Leben
Tadler besuchte von 1964 bis 1968 die Volksschule in Trieben und ab 1968 die örtliche Hauptschule, 1969 wechselte er an die Allgemeinbildende höhere Schule in Seckau, die er 1978 mit der Matura abschloss. Tadler studierte im Anschluss bis 1983 Rechtswissenschaften an der Universität Salzburg und legte die 1. Staatsprüfung ab. 1980 hatte er bereits seinen Präsenzdienst abgeleistet.
Tadler arbeitete im elterlichen Betrieb, einer Land- und Gastwirtschaft, mit und hatte verschiedene freiberufliche Tätigkeiten im In- und Ausland. Er war zwischen 1990 und 1994 als Angestellter der FPÖ Salzburg beschäftigt und ist seit 1994 Versicherungsangestellter bei der Firma Generali.
Erich Tadler ist verheiratet.

## Politik
Tadler war zwischen 2001 und 2004 Mitglied des Gemeinderates von Salzburg sowie FPÖ-Bezirksgeschäftsführer und FPÖ-Landesgeschäftsführer. Er wirkte zudem als Kammerrat der Kammer für Arbeiter und Angestellte für Salzburg und Mitglied des Vorstandes der Kammer für Arbeiter und Angestellte für Salzburg. Tadler war zunächst Mitglied der FPÖ, wechselte jedoch im Zuge der Spaltung der FPÖ zum BZÖ, wobei er beim BZÖ nie Mitglied wurde. Tadler wurde vom BZÖ-Salzburg im August 2008 als freier und unabhängiger Spitzenkandidat für die Nationalratswahl 2008 präsentiert und soll zudem bei der Landtagswahl 2009 kandidieren. Tadler wurde am 28. Oktober 2008 als Abgeordneter zum Nationalrat angelobt und übernahm innerhalb des BZÖ-Parlamentsklubs die Rolle des Bereichssprechers für Bauten, Petitionen und Bürgerinitiativen.
Im Jänner 2010 wurde er aus dem Parlamentsklub des BZÖ ausgeschlossen. Parteichef Josef Bucher begründete das damit, dass Tadler seinen Verbleib im Klub des BZÖ, der durch die Abspaltung der Kärntner BZÖ-Abgeordneten in der FPK bereits mehrere Abgeordnete verloren hatte, an finanzielle Bedingungen geknüpft habe.
Im August 2012 schloss sich Tadler dem zu der Zeit gerade in Gründungsabsicht befindlichen Team Stronach an.

## Vorfall in Polen
Erich Tadler wurde am 9. Juni 2012 in Warschau, wo zu dieser Zeit die Fußball-EM stattfand, kurzzeitig festgenommen. Er soll gemeinsam mit einem weiteren österreichischen Staatsbürger die Löwen-Statue vor dem Präsidenten-Palast mit den Farben der deutschen Nationalflagge beschmiert haben. Nach eigener Aussage wollte er die von anderen Personen aufgetragene Farbe jedoch nur entfernen.